# Tokuriki Tomikichirō
Tokuriki Tomikichirō (japanisch 徳力 富吉郎, geboren 25. Juni 1902 im Nakagyō-ku von Kyōto, gestorben 1. März 2000) war ein japanischer Maler der Nihonga-Richtung während der Taishō- und Shōwa-Zeit.

## Leben und Werk
Tokuriki Tomikichirōs Familie soll mit der Familie des, als Maler für den Tempel Nishi Hongan-ji tätigen, Irie Hakō (入江 波光; 1887–1848) befreundet gewesen sein. Tokuriki machte 1920 seinen Abschluss an der „Schule für Kunst und Kunstgewerbe Kyōto“ (京都市立美術工芸学校, Kyōto shiritsu bijutsu kōgei gakkō) und studierte weiter an der „Fachschule für Malerei Kyōto“ (京都市立絵画専門学校, Kyōto shiritsu kaiga semmon gakkō), die er 1923 beendete. Bereits während der Ausbildung wurde 1922 auf der 4. „Teiten“ das Bild „Blumen und Vögel“ (花鳥 Kachō) von ihm angenommen. Zunächst hatte er unter Yamamoto Shunkyo (山元春挙, 1872–1933) studiert, wechselte dann zu Tsuchida Bakusen.
1927 konnte Tokuriki auf der 6. Ausstellung der Künstlervereinigung „Kokuga sōsaku kyōkai“ (国画創作協会) die Bilder „Puppen“ (人形 Ningyō) und „Puppe und Zitrone“ (人形とレモン Ningyō to remon) zeigen. Für Letzteres wurde er mit dem angesehenen Chogyū-Preis ausgezeichnet. Auf der 7. Ausstellung im folgenden Jahr zeigte er den zweiteiligen Stellschirm „Winteranfang“ (初冬 Hatsu-fuyu) und „Auberginen“ (茄子 Nasu). Für den „Winteranfang“ erhielt er den Förderpreis der Künstlervereinigung. Seine Puppen malte Tokuriki plastisch im „westlichen“, dem Yōga-Stil, den „Winteranfang“ jedoch im „japanischen“ Nihonga-Stil mit westlicher Tiefengebung. Beiden gemeinsam ist die Naturtreue der zeichnerischen Ausführung.
Als sich 1928 die Kokuga sōsaku kyōkai auflöste, schloss sich Tokuriki der neu gegründeten Shinjukai (新樹会) an. Er malte weiter in seinem Stil, begann aber auch Holzschnitte zu produzieren. Nach Tsuchidas Tod 1936 stellte er ausschließlich Farbholzschnitte her, darunter die Serien „36 Ansichten des Fuji“ (富士三十六景 Fuji sanjūroku kei), „Schöne Ansichten Japans“ (日本勝景 Nihon shōkei), „12 Szenen in Kyōto“ (京洛十二題 Kyōraku jūni dai), „Der Ochse und sein Hirte“ unter dem Titel „Zen und zehn Ochsenbilder“ (禅十牛図 Zen jūgyū-zu).